# Herpangine
 (décembre 2020).
Si vous disposez d'ouvrages ou d'articles de référence ou si vous connaissez des sites web de qualité traitant du thème abordé ici, merci de compléter l'article en donnant les références utiles à sa vérifiabilité et en les liant à la section « Notes et références ».
 Mise en garde médicale
L'herpangine est une stomatite aiguë fébrile due au virus Coxsackie A. Elle touche principalement les enfants, par épidémies survenant en période estivale. L'herpangine est généralement sans gravité et ne nécessite aucun traitement spécifique.  

## Diagnostic
Le diagnostic est clinique.
Les prélèvements  ne sont pas utiles.
Les symptômes sont :
- Début brutal, avec une fièvre parfois élevée et une fatigue intense.
- Apparition d’une stomatite vésiculeuse postérieure localisée aux piliers amygdaliens, au palais mou et à la luette. L'atteinte de la partie antérieure de la bouche est rare.
- Cette angine s'accompagne de douleurs pharyngées intenses, de dysphagie, de troubles digestifs avec vomissements et d'anorexie.

L'évolution est spontanément favorable avec disparition des lésions en une semaine.

## Physiopathologie
Contrairement à ce que son nom laisse penser, l'herpangine n'est pas due au virus de l'herpès (Herpès simplex virus) mais à un virus de la famille Coxsackie (Virus du groupe Coxsackie de type A) appartenant au genre entérovirus. Le Coxsackie de type A est également responsable du syndrome main-pied-bouche. Les défenses immunitaires naturelles conduisent  à un développement auto limitant. La maladie régresse et guérit, le plus souvent, en moins d'une semaine. 

## Traitement
L'herpangine est une infection virale bénigne ne nécessitant aucun traitement spécifique. 
Souvent, pour soulager les symptômes, des antidouleurs sont prescrits.

## Autres noms
L'herpangine est aussi appelée herpangine de Zahorsky du nom de J. Zahorsky, pédiatre américain d'origine polonaise du début du XXe siècle. 

## Diagnostic différentiel
- Angine herpétique